# Bárbaros (serie de televisión)
Bárbaros (título original: Barbaren) es una serie de televisión alemana de 2020 ambientada en la época del primer emperador romano, Augusto. Fue estrenada en Netflix el 23 de octubre de 2020. La serie relata la lucha de los pueblos germanos contra el Imperio romano contada desde la perspectiva de los alemanes. Cabe también destacar que los romanos en la serie hablan en latín, el idioma de los romanos.

## Argumento
En Germania viven las tribus germanas, que están divididas. La región ha sido conquistada por Roma durante la época de Augusto. Una vez conquistada, un nuevo gobernador romano aparece en la región. Se llama Varo y como tal está rigiendo tiránicamente y violentando además las costumbres de la región, lo que causa finalmente la unión y el levantamiento de esas tribus germanas.
En esa situación los destinos de tres personas, Arminio, Thusnelda y Folkwin, todos germanos, se entrecruzan. hasta que finalmente en la  batalla de Teutoburgo en el año 9 d. C., los guerreros germanos bajo Arminio, uno de los tres y también un importante oficial romano, que se pone del lado de los germanos por la tiranía de Varo, frenaron la expansión del Imperio Romano y destruyeron 3 legiones romanas en el lugar. Sin embargo los romanos no quieren rendirse al respecto y quieren continuar con su propósito.
En esos tiempos los romanos llamaron a los germanos bárbaros.

## Reparto
- Laurence Rupp - Arminio
- Jeanne Goursaud - Thusnelda
- David Schütter - Folkwin Wolfspeer
- Bernhard Schütz - Segestes
- Sophie Rois - Seeress Runa
- Gaetano Aronica - Varo
- Jeremy Miliker - Ansgar
- Nicki von Tempelhoff - Segimero

## Producción
Para hacer la serie históricamente precisa, los creadores consultaron historiadores. Luego se rodó la serie entre el 12 de agosto y el 30 de noviembre de 2019 en Budapest.

## Recepción
La serie de televisión alemana se ha convertido en la nueva sensación de Netflix. Es lo más visto de la plataforma y ha impresionado a público de todo el mundo, sobre todo la Batalla del bosque de Teutoburgo. También la crítica en todo el mundo hacia la serie es positiva. También es lo más visto en España en Netflix. Finalmente, con más de 37 millones de personas que vieron la serie en Netflix en las primeras 4 semanas, la serie estableció un nuevo récord para la primera temporada de una serie de Netflix en un idioma que no es inglés.
Por todas estas causas la serie fue renovada para una segunda temporada.